# Râul Valea Borcutului (Baia Mare)
Râul Valea Borcutului este un curs de apă afluent al râului Săsar. Acesta străbate Valea Borcutului, un cartier din Baia Mare, după care, câțiva km mai departe se varsă în râul menționat mai sus. 

## Hărți
- Harta județului Maramureș
- Harta muntii Gutâi  Arhivat în 4 martie 2016, la Wayback Machine.